# Diospyros virginiana
Diospyros virginiana, conocido como caqui de Virginia o caqui americano, es un árbol originario del sureste de Estados Unidos de América, desde Nueva Inglaterra hasta Florida, y por el oeste hasta Texas, Oklahoma, y Kansas. El árbol crece de forma silvestre pero también ha sido cultivado por sus frutos comestibles y su madera desde los tiempos prehistóricos por los indios americanos.

## Ecología
D. virginiana crece hasta los 20 metros en terrenos con buen drenaje. El árbol poroduce unas flores fragantes en el verano, las flores son dioicas por lo que si se quiere producir semillas se han de cultivar individuos machos y hembras. Las flores son polinizadas por los insectos y el viento. La producción de fruta empieza cuando el árbol tiene alrededor de seis años.
Su fruto es redondo u ovalado. El color del fruto es verde cuando inmaduro y luego normalmente anaranjado, llegando hasta el azulado. En el sur y medio oeste de Estados Unidos, son muy usados sus frutos para postres y cocina. El tamaño del fruto varía de 2 a 6 cm. 
Algunas de las variedades comerciales son: Early Golden, muy productiva. John Rick, Woolbright, y Miller y la variedad sin semillas Ennis.

## Descripción

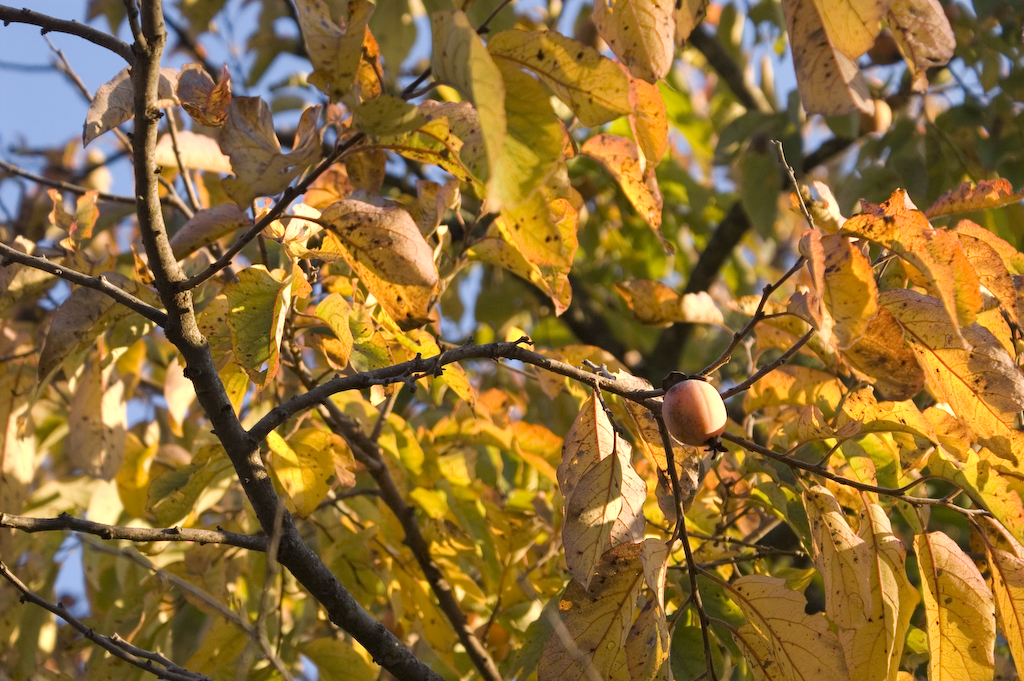
Árbol de caqui americano en otoño con frutos.

Es un árbol pequeño de entre 10 y 25 m de altura, su tronco es corto y delgado, ramificado, a menudo con ramas péndulas, formando una copa redondeada.  Las raíces son cortas, carnosas y estoloníferas. Lo cual produce un crecimiento arbustivo. Este árbol es de color langosta cocida. 

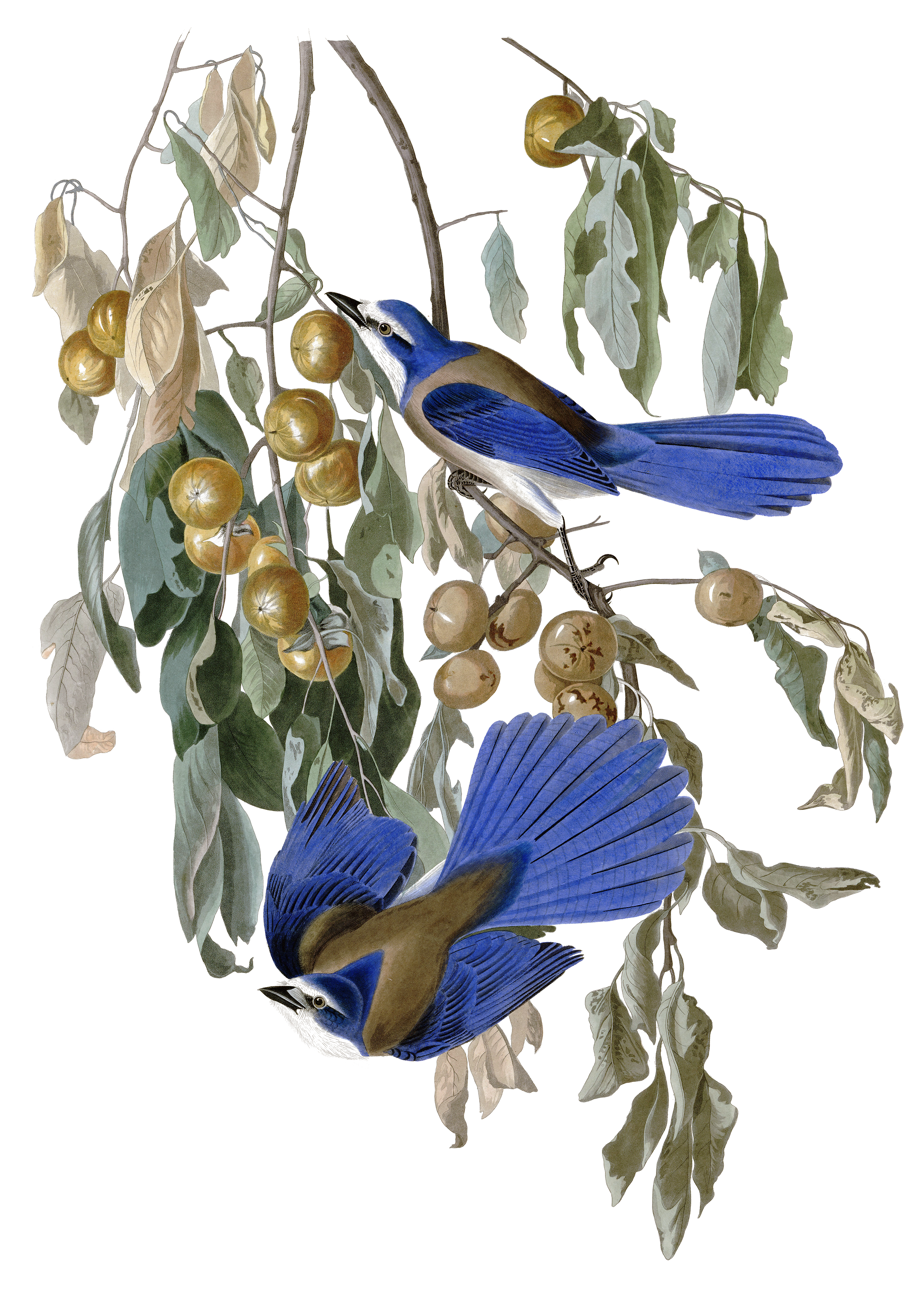
Ilustración

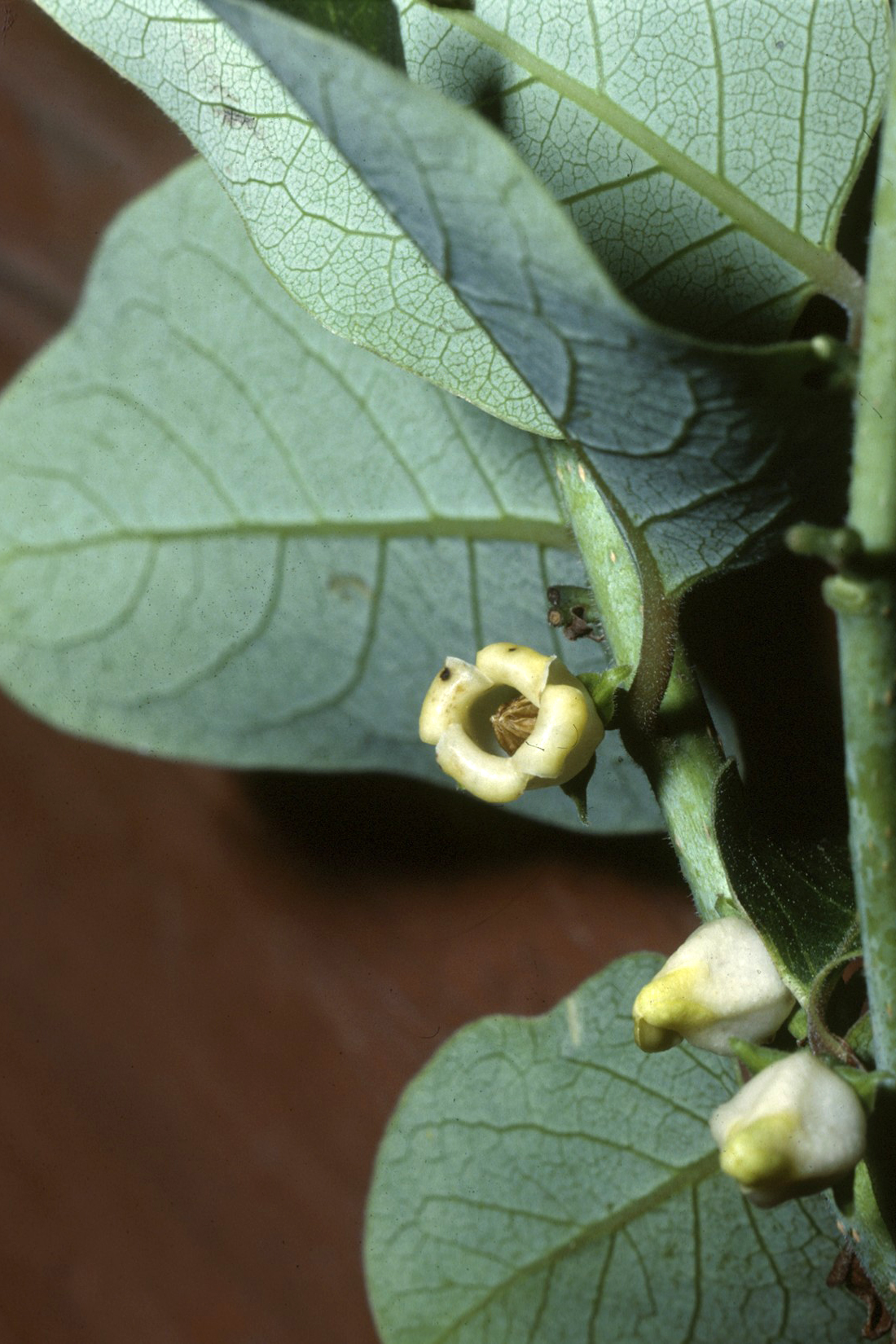
Vista de las hojas

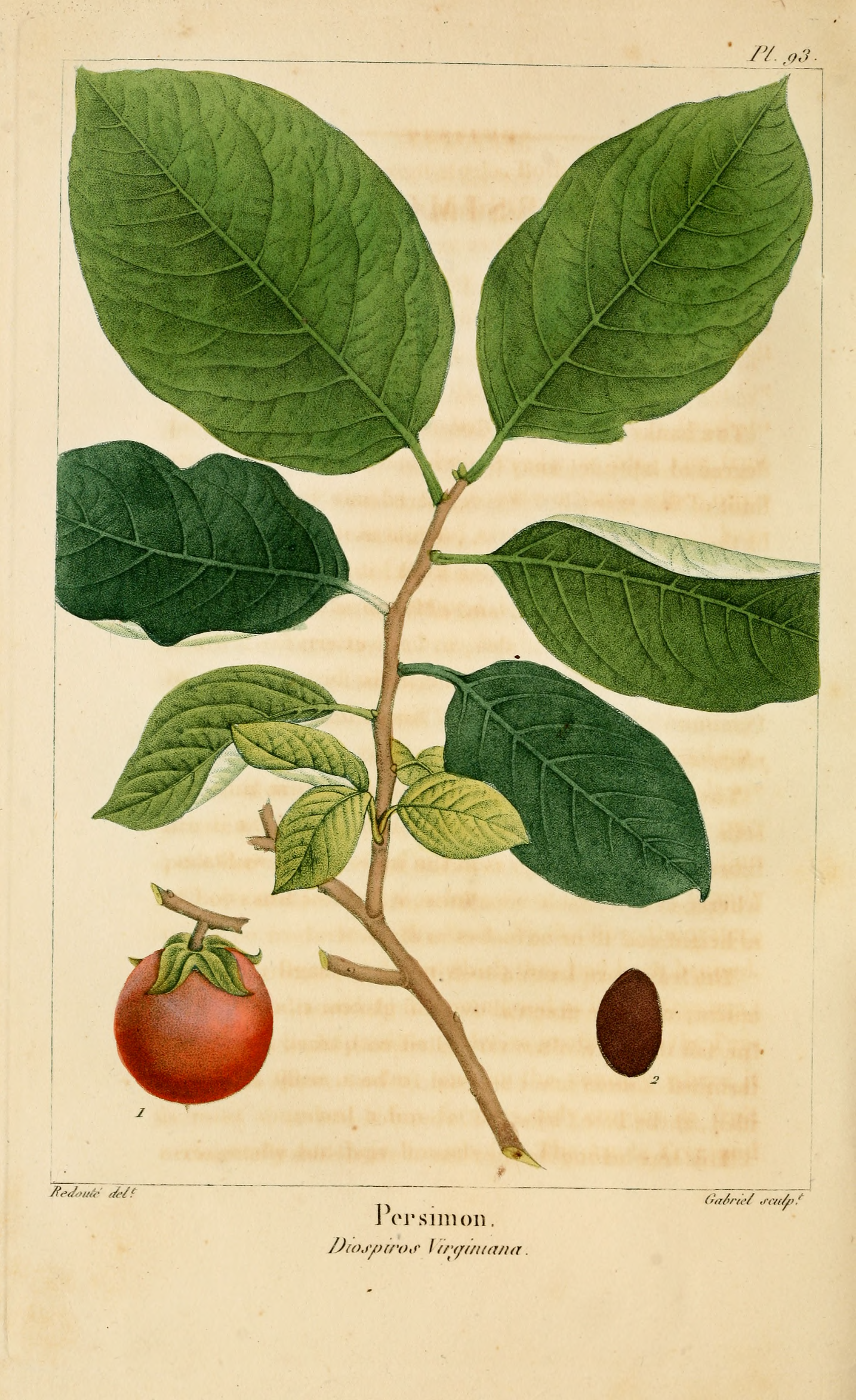
Ilustración

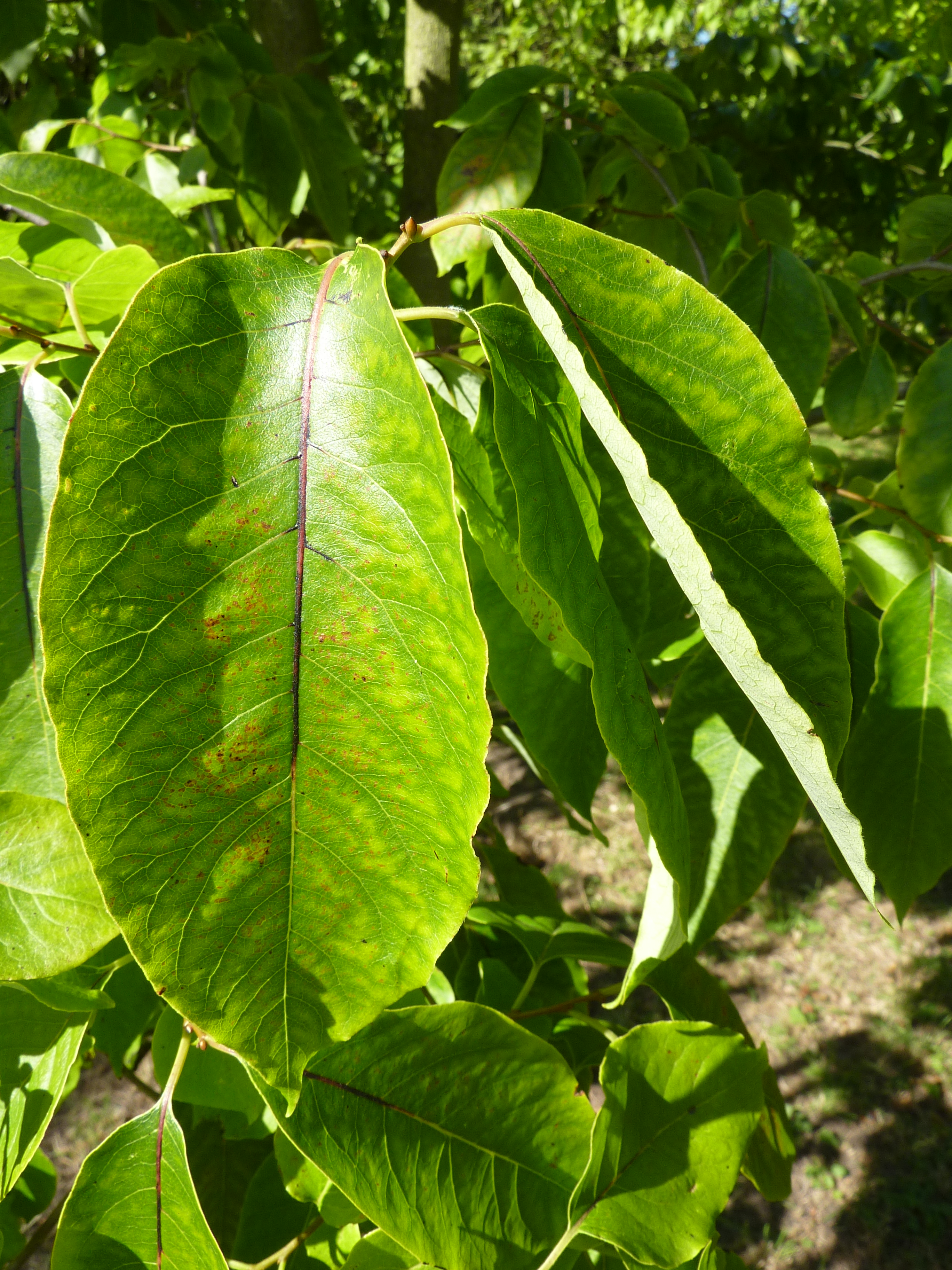
Hojas

El árbol tiene hojas ovales y enteras, y flores unisexuales en cortos tallos.  Las flores masculinas, que son numerosas, tienen dieciséis estambres dispuestos en pares; las flores femeninas son solitarias, con trazos de estambres, y un ovario con un óvulo en cada una de sus ocho células; el ovario tiene cuatro estilos con pelosidad en su base.  El pedúnculo del fruto es muy corto, con un fruto redondo u ovalado de color naranja o amarillento, y con una pulpa dulce y astringente.  El fruto está rodeado en su base por los lóbulos del cáliz, que crecen de tamaño a la vez que el fruto va creciendo.  La astringencia hace que, en ocasiones, el sabor de sus frutos no sea muy bueno, pero su sabor mejora cuando se somete al fruto a la acción del frío, o se produce una pudrición parcial de él o se sobremadura como se hace con los acerolos.
- Corteza: marrón oscura o gris oscura, profundamente dividida en placas cuya superficie es escamosa. Astringente y amarga.

- Madera: muy oscura; pesada, dura y fuerte de grano muy fino.
- Yemas de invierno: Ovales, puntiagudas, cubierta con gruesas escamas rojizas o púrpuras.
- Hojas: Alternas, simple, de unos 15 cm de longitud, ovaladas, estrechas o redondeadas en la base, enteras, agudas o agudizas.  They come out of the bud revolute, thin, pale, reddish green, downy with ciliate margins, when full grown are thick, dark green, shining above, pale and often pubescent beneath.  En otoño, a veces se vuelven de color naranja o escarlata, otras veces caen sin haber cambiado de color.  Midrib broad and flat, primary veins opposite and conspicuous.  Petioles stout, pubescent, one-half to an inch in length.
- Flores: Florece de mayo a junio, cuando las hojas están a medio crecer; diœcious or rarely polygamous.  Staminate flowers borne in two to three-flowered cymes; the pedicels downy and bearing two minute bracts.  Pistillate flowers solitary, usually on separate trees, their pedicels short, recurved, and bearing two bractlets.
- Cáliz: Normalmente formado por tres lóbulos, acrescente por debajo del fruto.
- Corola: Verde amarillenta o de color crema claro, tubular, de cuatro lóbulos imbricados.
- Estambres: dieciséis, insertados en la corola, en las flores  estaminadas se sitúan en dos filas.  Filamentos cortos, delgados, ligeramente peludos; anteras oblongas, introrse, two-celled, las células se abren longitudinalmente.  En las flores pistiladas tiene ocho estambres con las anteras abortadas, raramente estos estambres son perfectos.
- Pistilo: Ovary superior, conical, ultimately eight-celled; styles four, slender, spreading; stigma two-lobed.
- Fruto: Jugoso conteniendo de una a ocho semillas, termina con los restos del estilo y en su base tiene los restos crecidos del cáliz; de forma deprimida y globular, de color naranja pálido, a menudo con alguna zona rojiza, cambiando a color amarillento después de las heladas.  Pulpa astringente mientras el fruto está verde, dulce y delicioso cuando madura.[1]

## Distribución
Este árbol es muy común en los estados del sur de la costa atlántica y del Golfo de México de Estados Unidoss, alcanza sus mayores tamaños en la cuenca del Río Misisipi.  Su hábitat es sureño encontrándose a lo largo de la costa desde Nueva York hasta Florida; al oeste se encuentra en el sur de Ohio y a lo largo de sureste de Iowa y el sur de Misuri; donde llega a Luisiana, el este de Kansas y Oklahoma donde llega a ser un gran árbol de hasta 40 m de alto.
Se han encontrado fósiles de esta especie en rocas del mioceno en Groenlandia y Alaska y en formaciones del cretácico de Nebraska.

## Usos
Las peculiares características de su fruto han hecho que este árbol sea muy conocido. El fruto es una baya globular, de entre 2,5 y 4 cm de diámetro, con variación en el número de semillas, alguna vez con ocho y otras con ninguna.  En el ápice del fruto se pueden encontrar los restos de los estilos y en su base tiene los restos crecidos del cáliz. Madura a final del otoño. Una broma habitual entre los habitantes del sur de Estados Unidos es dar a probar a sus desconocedores frutos no maduros, dado que en ese estado son muy astringentes y amargos resulta muy desagradable para aquellos que no están familiarizados. La tradición dice que para que el fruto madure y sea comestible el fruto tiene que soportar alguna helada, los frutos maduros que se desprenden fácilmente del árbol o que se pueden encontrar ya caídos debajo de él son dulces y jugosos. La peculiar astringencia de esta fruta se debe a le presencia en el fruto de taninos similares a los que se pueden encontrar en la quinina. esta fruta es muy apreciada en los estados del sur de Estados Unidos y se encuentra en abundancia en sus mercados.
El fruto tiene un alto contenido en vitamina C. El fruto no maduro es extremadamente astringente. Madurado puede ser consumido en fresco, cocinado o desecado. Se hacen siropes con la pulpa del fruto. Con las hojas del árbol se hace una infusión y las semillas tostadas se usan como sustituto del café. Otros usos populares de esta fruta es la elaboración de tarta, pudin y dulce de caqui.
Esta fruta es muy consumida en los estados del sur de Estados Unidos y también se usa para fermentar con lúpulo, maíz o harina de trigo con salvado para hacer una especie de cerveza o un tipo de brandy. La madera es pesada y dura y es usada en el torneado de piezas de madera.

## Cultivo
Prefiere terrenos livianos, arenosos y bien drenados, pero también se desarrolla bien en terrenos más ricos y algo más arcillosos. En algunas zonas puede que sus frutos no sean comestibles hasta que no se produzca alguna helada.
Las características de la fruta varían mucho de un árbol a otro. Respecto al tamaño puede ir desde el tamaño de una pequeña cereza hasta el de una manzana pequeña. Algunos árboles en el sur de Estados Unidos producen fruta que es deliciosa sin necesidad de heladas, mientras que en árboles próximos pueden producirse frutos no comestibles nunca.
Este árbol se llevó a Inglaterra antes de 1629 y allí se cultiva, pero es difícil que lleguen a madurar sus frutos. Se multiplica muy bien por semilla y también puede ser multiplicado por estolones, que normalmente son producidos en grandes cantidades. El árbol es resistente y se encuentra en el sur de Inglaterra y en las Islas del Canal.
Respecto a la capacidad de producir madera para trabajarla, la robinia y el caqui de Virginia estrían en los extremos de una hipotética lista. La robinia tiene una gran capacidad de producir duramen que es la parte interna y dura del tronco que sirve para trabajarla. El caqui de Virginia apenas desarrolla algo de duramen hasta que tiene 100 años, mientras, casi todo es albura, parte blanda del tronco que no sirve para trabajarla. Su duramen es de grano muy fino y casi negra. En realidad es ébano, pero el clima de América del Norte no es favorable para su producción. El ébano que se comercializa procede de cinco distintas especies de plantas tropicales de este género, dos de la India, una de África, otra de Malasia y otra de la  Isla Mauricio. El ébano procedente de Diospyros celebica muy característico por poseer vetas negras y marrones es originario de Ceilán.
Está muy extendida la idea equivocada de que este caqui necesita sufrir heladas para madurar y ser comestible: algunas variedades de este tipo de caqui pierden fácilmente su astringencia, un ejemplo son las variedades de maduración temprana "pieper" y "NC21"(también conocida como "supersweet") que incluso están totalmente libres de astringencia cuando están un poco blandos al tacto, en ese momento están muy dulces, incluso en el clima de las islas británicas. Por otro lado, hay variedades como "yates" que es de gran tamaño y de maduración tardía y que prácticamente nunca pierde la astringencia incluso cuando el fruto se ha puesto totalmente blando (al menos en el clima de las islas británicas). De todos modos, las heladas destruyen las células de la pulpa lo que produce la pudrición del fruto, en vez de su maduración. Solo los frutos completamente maduros y blandos pueden aguantar alguna helada, en ese momento se producirá una desecación y se volverá incluso más dulce...de aquí la idea equivocada de que este tipo de caqui necesita la helada para madurar.
Lo mismo ocurre con el caqui oriental (Diospyros kaki) a los que las heladas tempranas pueden dañar la cosecha de esa fruta.

## Taxonomía
Diospyros virginiana fue descrita por Carlos Linneo  y publicado en Species Plantarum 2: 1057–1058. 1753.
Etimología
Diospyros: nombre genérico que proviene de (διόσπυρον) del griego Διός "de Zeus" y πυρός "grano", "trigo" por lo que significa originalmente "grano o fruto de Zeus". Los autores de la antigüedad usaron el vocablo con sentidos diversos: Teofrasto menciona un   diósp¯yros –un árbol con pequeños frutos comestibles de huesecillo duro–, el que según parece es el almez (Celtis australis L., ulmáceas), y Plinio el Viejo (27.98) y Dioscorides lo usaron como otro nombre del griego lithóspermon, de líthos = piedra y spérma = simiente, semilla, y que habitualmente se identifica con el Lithospermum officinale L. (boragináceas). Linneo tomó el nombre genérico de Dalechamps, quien llamó al Diospyros lotus "Diospyros sive Faba Graeca, latifolia".
virginiana: epíteto geográfico que alude su localización en Virginia.
Sinonimia
- Diospyros angustifolia Audib. ex Spach
- Diospyros calycina Audib. ex Spach
- Diospyros caroliniana Muhl. ex Raf.
- Diospyros ciliata Raf.
- Diospyros concolor Moench
- Diospyros digyna Loudon
- Diospyros distyla K.Koch
- Diospyros fertilis Loudon
- Diospyros guaiacana C.C.Robin
- Diospyros intermedia Loudon
- Diospyros lucida Loudon
- Diospyros mosieri Small
- Diospyros persimon Wikstr.
- Diospyros pubescens Pursh
- Diospyros stricta Loudon
- Diospyros undulata Hiern
- Persimon virginiana (L.) Raf.[6]

## Nombres comunes
- guayacán de Virginia, guayacana de Virginia, placaminero de Virginia.[7]